# Butomopsis
Genre
Butomopsis est un genre végétal de la famille des Alismataceae. 
Ces plantes herbacées annuelles produisent un suc laiteux. Elles sont originaires des zones marécageuses tropicales d'Afrique, d’Asie et du nord de l'Australie.

## Liste d'espèces
Selon World Checklist of Selected Plant Families (WCSP) (25 févr. 2012) :
- Butomopsis latifolia (D.Don) Kunth (1841)